# 武藤絲治
武藤 絲治（むとう いとじ、1903年5月1日 - 1970年12月23日）は、日本の実業家。鐘紡社長。化粧品や食品などの多角経営を推進、定年制廃止など従業員の待遇改善にも努めた。武藤山治二男。

## 来歴・人物
鐘淵紡績社長だった武藤山治の次男として兵庫県に生まれた。慶應義塾普通部を中退後イギリスに渡り、ロンドンの私塾・ファンレー塾で学んだ。帰国後は鐘紡の子会社のひとつだった昭和産業に入社した。1933年、同社が鐘紡に吸収された後は神戸営業所で勤務した後、下京工場および大阪工場で工場長を務めた。
1947年、公職追放により旧経営陣が追放されたことを受けて社長に就任、のちに関西財界の重鎮となる。社長就任当時の鐘紡は第二次世界大戦の敗戦や空襲で海外資産や国内外の工場などを失い、多数の引き上げ社員を抱えていたところに、さらに過度経済力集中排除法の適用を受けて非繊維事業を鐘淵化学工業として分離独立させるなど、苦しい状態が続いた。武藤は父・山治から引き継いだ「運命共同体主義」で再建に努め、銀行からの借入金を返済して経営多角化を進め、1961年には化粧品事業が鐘紡に復帰した。
その後、「グレーター・カネボウ計画」の一環として1964年にはハリスを合併して食品事業に進出し（現在のクラシエフーズ）、1966年には山城製薬の経営権を譲り受けて薬品事業へ進出し（現在のクラシエ薬品及びクラシエ製薬）、また繊維事業でもナイロン・ポリエステルの生産を始めるなど、多角経営を図った。
一方でワンマン経営者でもあったため一部の役員の反発を買い、1960年に会長に棚上げされたが、翌年には社長に復帰。1968年、社長を伊藤淳二に譲って退任し、再び会長になった。1968年に慶應義塾連合三田会会長に就任したが、在任中に死去。前任者の松田伊三雄が急遽再任された。

## 家族・親族
姉・蝶は父・山治の上司だった中上川彦次郎の三男に嫁ぎ、妹・勝子は外交官の吉沢清次郎に嫁いだ。姉・二三子の夫は八木幸吉で、幸吉の長男で甥にあたる八木幸一は武藤が社長を務めた鐘紡に入社し、副社長を務めた。義弟である吉沢の次女（武藤の姪）は芦田均元首相の長男と結婚しており、また芦田の長女が嫁いだ下河辺家を通して小澤征爾・小澤征悦親子などと縁戚となった。また、小澤征爾の元妻・江戸京子は鐘紡と同じ三井系列の三井不動産会長だった江戸英雄の長女にあたる。

## 関連書籍
- 松尾健治『組織衰退のメカニズム：歴史活用がもたらす罠』白桃書房、2022年2月。ISBN 9784561267638。 - 旧カネボウが戦後に衰退していくプロセスとメカニズムについて、史料や関係者の証言をもとに詳細に分析した経営学の書籍。武藤絲治の意思決定、リーダーシップスタイル、人物像についても詳細に記述・分析している。